# 苏联逼债
苏联逼债，或称苏修逼债，是中国大陆社会长期存在的指责苏联在1960年代大陸三年大飢荒，因中苏交恶逼迫中共偿还所欠外债，致使大陸经济困难，加重大陸民众生活苦难的舆论观点。中共归咎苏联“背信弃义、撤走专家、逼债”为造成三年大飢荒的因素之一。中国政府官方文件虽然从未表述过苏联政府有过“逼债”行为，但中国为了向苏联还债，在饥荒时期依然对外出口农产品赚取收入无疑是加剧了1959年至1961年的三年困难。

## 概述
关于1950年代中国政府欠苏联债务总额有多种数据，中苏政府均未公布过详细情况。大部分债务是军事贷款，因中国参加朝鲜战争所产生。小部分为经济贷款，亦直接或间接用于朝鲜战争。一种说法，债务总额约在86亿人民币左右。另一种说法，债务总额含利息共为57.43亿元人民币。1960年之前，归还33亿元人民币，尚欠24.43亿元人民币。
中苏关系经过1950年代初期的蜜月期，在1950年代底，逐渐产生矛盾。后逐步走向对立、冲突。1960年，苏联政府撤回1390名援华专家，撕毁经济合同。而1959年至1961年间，中国正因为大跃进时期的错误，陷入三年困难时期。
1960年7月18日，毛泽东在北戴河会议上指示周恩来算一下要多少年还请苏联欠帐。周恩来表示中国要10年才能还清。毛泽东表示要勒紧裤腰带，争取五年内把债务还清。之後中共中央政治局决定各省成立外贸小组，挤出东西来还债。
1960年10月，中国对外贸易部部长叶季壮口头声明：由于自然灾害和苏联撤走专家给中国造成了经济困难，出口计划必须调整。中方向苏联的订货要重新考虑；对苏联过去的贷款，仍然在1961至1965年还清本息；贸易方面，估计共欠苏方20亿卢布，可能要在5年内还清。12月，苏联对外贸易部部长帕托利切夫，一方面同意进行谈判，另一方面指责中方未协商就把“偿还期限确定为5年”，要求中国政府在合同有效期满之日起三个月偿清贸易欠款。这被认为是“苏联逼债”说法的由来。中国政府反驳了苏联政府三个月内偿还贸易欠款的要求。
实际上在1960年底，中华人民共和国主席刘少奇对苏联的访问，缓解了中苏关系。1961年苏联部分恢复对华援助。2月，苏共中央第一书记、部长会议主席赫鲁晓夫表示愿意借给中国100万吨粮食和50万吨蔗糖，度过困难时期。中国政府接受蔗糖，是否借用粮食日后再作决定（后来未用）。4月，中苏协议：“1960年中方贸易欠款可在5年期间分期归还，中方借用的50万吨蔗糖欠款，可在1967年以前归还，均不计利息。”10月，中苏正式决裂。同年，中国政府决定加速归还欠苏联债务。1965年，提前还清欠苏联债务。5月11日，《人民日报》报道：中国成为世界上第一个“既无内债，又无外债”的国家。
值得注意的是，1959年至1964年，中国政府平均每年还债额度为10亿元人民币，1961年，对外援助支出接近偿还外债的支出。到1962年，中国政府对外援助已达到69亿多元人民币。

## 鸡蛋套圈
在中華人民共和國的中小學教育中，談及三年大饑荒餓死人常和蘇聯逼債挂鈎。因爲中國窮就讓中國以鷄蛋（一説蘋果）抵債。苏方刁難人要用圈圈一个一个地篩，掉下去的是小的，不合格，退回不要；套不進去的太大，也不合格。只有卡在半中間的才可以。一車皮一車皮的退回來，我們毛主席（或周總理）有骨氣，勒緊褲腰帶，全都倒進了大海裏。

## 評價
中国人民解放军国防大学战略教研部少将教授徐焰認為：
上世纪60年代初中苏关系恶化和出现饥荒后，国内曾以干部宣讲和群众口传方式出现了“中国为抗美援朝欠债，苏修逼债造成挨饿”之说，并在多年间被一些文艺作品和非当事者的文章引用，致使许多人长期信以为真。
中国人民解放军少将，第十、十一、十二届全国人大常委会委员李慎明认为：
在赫鲁晓夫时期，苏联霸权主义利用我国的自然灾害和工作中的失误，逼迫我国还债，企图压迫我国屈服。当时中国欠苏联的各项借款和应付利息共计折合人民币52亿余元(其中60%以上是抗美援朝战争中我国借支的军事物资的贷款和利息)。按照原定协议，这些外债于1965年全部还清。当时新中国成立仅10年有余，工业尚在起步阶段，所以只能用猪肉、鸡蛋、苹果等农副产品来偿还。河南省一直是全国生产粮食和生猪生产的大省。现任郑州市金水区一基层单位党总支书记的宋丰年曾告诉笔者：“20世纪60年代，我曾在郑州市肉联加工厂生产一线劳动过。该厂连续几年每年冬季前后的半年时间里，每天都要宰杀5000多头优质肥猪，当即运往苏联还债。”这就更加重了我国人民群众的生活困难。但是，我国人民有志气，到1964年，我国提前一年还清了20世纪50年代欠苏联的全部贷款和利息。
歷史學者沈志華表示：他沒有看到任何歷史文獻記載蘇聯在與中國關係惡化後曾追逼還債。 楊繼繩表示，說蘇聯逼債是子虛烏有，還債期限原來就定好是1965、1966年還清。毛澤東主動要提前還清。